# Egyházi ének
Egyházi ének alatt értenek minden olyan dallamot, amely az istentiszteletek alkalmával templomi éneklés céljából íródott, hogy a hívek vallásos áhítatát, érzését növelje és emelje.

## Leírás
Az egyházi énekek annyiféle típusra oszthatók, ahány vallási felekezet van, amely templomaiban énekkel emeli az ájtatosságot. Az ilyen énekek többféle kisebb csoportokba rendeződnek, így: korál, zsoltár, antifóna, miseének, litánia, liturgia, dicséretek stb. Az ilyen egyházi énekek vagy kötöttek, és bizonyos felekezetek istentiszteleti aktusaihoz tartoznak; vagy pedig szabadon írottak és ebben az esetben más alkalommal más hasonló célú énekkel is helyettesíthetők. Az egyházi énekek stílusa, előadási módja, formája lényegesen különbözik a világi énekektől, daloktól, dallamokétól. Jellemző rájuk a lassabb ritmus, az ünnepélyes komolyság, és a hangközöknek természetes egymásutánisága.

## A magyar egyházi népének története

### Középkor
A magyar egyházi népének története körülbelül egyidős a magyarországi kereszténység történetével. A Könyves Kálmán uralkodása idején, 1114-ben megtartott esztergomi zsinat kimondta határozatban: „A templomban semmi se olvastassék vagy énekeltessék, amit a zsinat jóvá nem hagyott”, és ennek megismétlése, a Kun László alatt tartott 1279-es budai zsinaton azt bizonyítja, hogy már a 11–12. században virágzott a magyar nép között a templomi ének.
Az első egyházi népénekek irodalma és zenei forrása kétségtelenül a gregorián ének és a középkori európai katolikus népének volt átformálva, alkalmazva az ősi magyar népzene ízléséhez, hagyományaihoz, sajátosságaihoz. További fejlődésében is mindig ez a három tényező (gregorián ének, európai népének, magyar népzene) hatott rá. Hosszú századokon át (11–15. sz.) szájhagyomány útján élt és terjedt. A nép az ének szövegét és dallamát hallás utján tanulta meg és hagyományozta, akárcsak a magyar népdalt. Csak a 16. század elejéről találkozni az első feljegyzésekkel, de lehetséges, hogy voltak korábbi írott források, amelyek elpusztultak az idők során. A Winkler-kódex (1506), a Nádor-kódex (1508), a Pozsonyi-kódex (1520), a Peer-kódex (1526) és a Thewrewk-kódex (1531) őrzi a legrégibb magyar énekek szövegét, illetve a Nádor-kódex két dallamot is.

### 16. század
Telegdi Miklós prédikációinak I. és II. részében (1577, 1578) találni az első, nyomtatásban megjelent magyar népénekeket. (6 karácsonyi és 2 húsvéti ének.) Ennél mindenképpen több volt a nép gyakorlatában. Az 1560-as nagyszombati zsinat a templomban csak olyan énekeket engedélyez, amelyeket már száz évvel azelőtt biztosan jóváhagytak, vagy amelyeket ezután fognak jóváhagyni. Sőt, a Telgedi-féle pécsi püspöki könyvtár 1586-ból két énekeskönyvet is felsorol, a mára már elveszett Psalterium Hungaricumot és a Cantiones Hungaricaet.

### 17. század
A 17. század folyamán sűrűn megjelenő nyomtatott vagy kéziratos imádságos, elmélkedéses, vagy prédikációs könyvek majdnem mind tartalmaznak több-kevesebb énekszöveget is. Pázmány Péter – aki a szenténekek nagy megbecsülését és kiváló egyházzenei képzést hozott magával római tanulmányi éveiből – az 1629-es nagyszombati zsinaton rendezni akarta a magyar egyházi népének ügyét, a zsinat el is határozta egy kottáskönyv kiadását. Az 1638-as nagyszombati zsinat Lósy Imre érsek alatt megismételte ezt a határozatot, de a mostoha körülmények miatt nem volt végül foganatja.
1651-ben jelent meg a Cantus Catholici, Kisdy Benedek egri püspök finanszírozásában, Szőlősy Benedek jezsuita atya szerkesztésében. Ez volt az első nyomtatott hangjegyes énekeskönyv az egész magyar zenetörténetben. Dallamai patinás veretű, ősrégi zamatos, művészi magyar melódiák; ha sok közülük idegen származású is, már jóval a török hódoltság és a reformáció viharai előtt ott éltek a magyar nép ajkán és szívében. A Cantus Catholici nyitja meg a magyar egyházi népének virágzó korszakát. Öt, többé-kevésbé bővített kiadást ért meg. Nevezetes ezek közül a második, Szelepcsényi György esztergomi érsek támogatásával megjelent Editio Szelepcseniana (1675).
Szegedi Ferenc Lénárd egri püspök 1674-ben kiadott egy másik, ugyancsak Cantus Catholici című énekgyűjteményt. (Szegedi Cantus Catholici)
A két Cantus Catholicin kívül más jelentős nyomtatott énekgyűjtemények is megjelentek a korszakban, így Kájoni János Cantionale Catholicuma (1676), Illyés István esztergomi kanonok Sóltári énekek és Halottas énekek című műve (1693), Náray György esztergomi kanonok Lyra coelestisa (1695). Kéziratos énekgyűjtemény a korból a túróci Cantionale et passionale (a túróci jezsuita rendház nyomtatáshoz előkészített énekeskönyve), az ismeretlen szerzőjű Magyar Cantionale és a Kájoni János kéziratos gyűjteménye, a Csíkcsobotfalvi kézirat.

### 18. század
A 18. század az egyházi zene hanyatlásának korszaka: egyrészt a magyar ének a nyilvánosságtól száműzve csak titokban élt, papok és kántorok másolták és terjesztették. Szoszna Demeter énekeskönyve a Boldogasszony anyánk... ősi-szövegével (1715), Kovács István énekeskönyve az Ah, hol vagy magyarok... első szövegével (1763), a Écsi, Bajnai, Pannonhalmi, és Varsányi énekeskönyvek érdemes említésre. Ugyanakkor Bécs németesítő hatása ránehezedik a magyar egyházi népénekre. Sok német dallam, kotta, és szentének özönlött az országba, amelyek a régi magyar énekeket elkezdték kiszorítani, vagy német mintára átalakítani. Példa erre Bozóki Mihály maróti kántor Katolikus karbeli kótás énekeskönyve (1797). Fellengzős dallamú és szövegű énekein kívül a régi magyar dallamkincsből is merít.

### 19. század
A 19. század a dekadencia kora. Idegen származású muzsikusok révén a bécsi német, a cseh-morva és a szláv dallamok és sajátosságok teljesen kiszorították a magyar zenei örökséget, és a templomi éneklés is idegen zenei szellem és ízlés függvénye lett. Ennek a dekadenciának a képét tükrözi vissza az 1855-ben megjelent Tárkányi Béla–Zsasskovszky Ferenc-féle Katolikus egyházi énektár, amely később (1930-ig) több kiadást ért el. Zeneanyaga túlnyomóan idegen eredetű vagy idegen ízlésre átformált dallam. Szövegrészében viszont sok értéket jelentenek Tárkányinak a költeményei. Egyben ez az első ének-gyűjtemény, amely az eddigiekkel szemben a dallamokhoz orgonakíséretet is ad: sajnos azonban cifrázataival és kadenciáival a kántorok között rossz ízlést és gyakorlatot honosított meg.
A 19. század végén és fordulóján találkozni az első kísérletekkel a magyar egyházi népének komoly rendszerezésére tudományos és művészi alapon. Bogisich Mihály püspök 1888-as Őseink buzgósága a feledésbe ment régi magyar énekek közül is igyekezett sokat új életre támasztani, bár dallammegfejtései nem mindig helytállóak.

### 20. század
Kersch Ferenc esztergomi főszékesegyházi karnagy Sursum Cordája (1902) kiváló szertartáskönyv és népénekgyűjtemény. Sajnálatos módon nem tudott átmenni a köztudatba.
1931-ben jelent meg a Harmat Artúr–Sík Sándor-féle ősi és újabb magyar egyházi énekkincs tára, orgona- és énekeskönyv, amely nagy tudományos és kritikai felkészültséggel, magas művészi ízléssel és a templomi igények iránti gyakorlati érzékkel adta át a jelen kornak becses régebbi gyűjteményekből a legszebb és legszükségesebb énekeket. Kiválasztásuknál, kijavításuknál a fő szempont az egyház előírása volt: a templomban felcsendülő ének legyen 1. szent, 2. művészi, 3. egyetemes. A gyűjtemény elhagyta tehát a silányabb idegen vagy világias, cigányos, szentimentális dallamokat, a szövegeket tartalmi és magyar prozódiai szempontból részben kijavította, és a dallamoknak komoly művészi kíséretet adott. A mű egy évtized alatt 5 kiadást ért el. A budapesti eucharisztikus világkongresszus és a Boldogasszony-évnek Mária-kongresszusai hangosak voltak az egységes egyházi énekléstől.
A gyűjtemény a későbbi évtizedekben is népszerű maradt, és több kiadásban jelent meg Hozsanna címen. Az újabb kiadások érdekessége, hogy olyan régi gyűjtemények dallamaival egészítették ki, amelyek korábban vagy nem jelentek meg, vagy amelyeket a tudományos népdalgyűjtés élőszóból mentett meg az elkallódástól a 20. században.